# كونسيساو إيفاريستو
كونسيساو إيفاريستو (بالبرتغالية: Conceição Evaristo‏) هي كاتِبة وشاعرة برازيلية، ولدت في 29 نوفمبر 1946 في بيلو هوريزونتي في البرازيل.

## وصلات خارجية
- الموقع الرسمي